# Номерні знаки Азербайджану

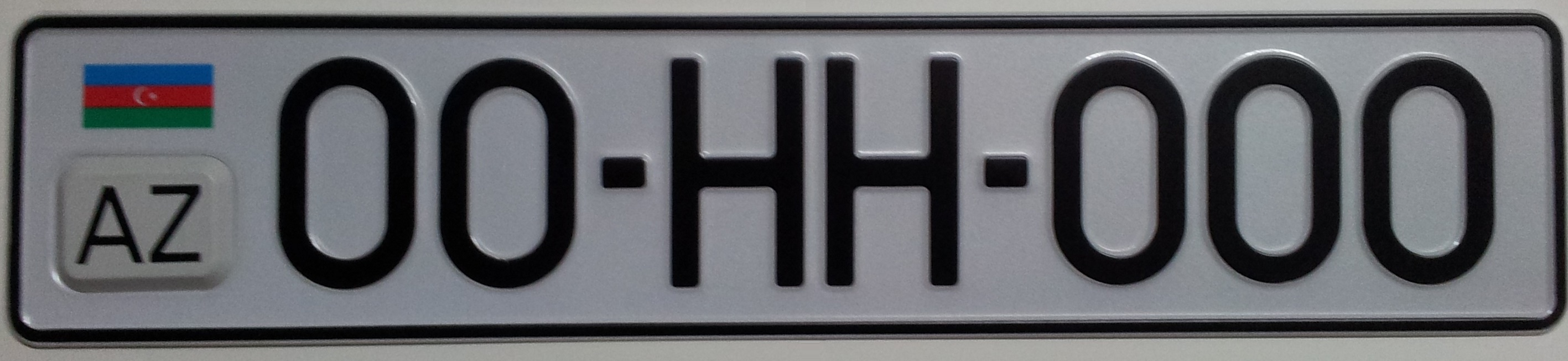
Зразок номерного знака.

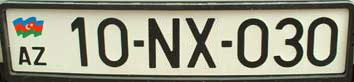
Номерний знак, виданий до 2011 року.

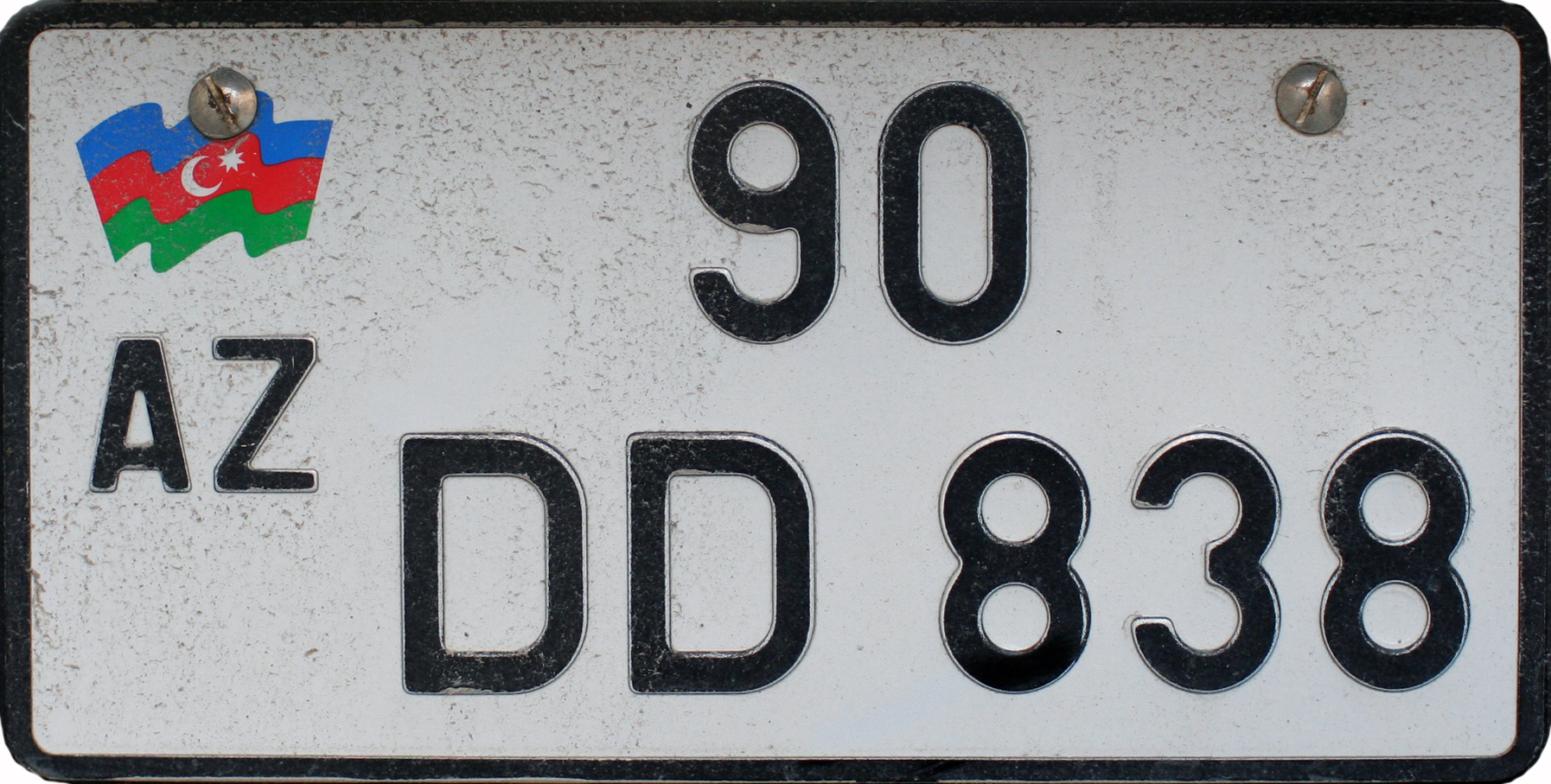
Задній номерний знак.

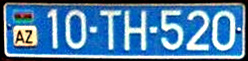
Номерний знак для громадського транспорту з RFiD TAG.

Автомобільні номерні знаки Азербайджану використовуються для реєстрації транспортних засобів у Азербайджану. Вони використовуються для перевірки законності використання, наявності страхування та ідентифікації транспортних засобів.

## Формат
Номерний знак Азербайджану містить дві цифри, дефіс, дві літери, дефіс і три цифри (наприклад «10-JA-234»). Пластини з білим тлом і чорними символами. Знаки розміром як європейські та зліва зазвичай мають азербайджанський прапор та міжнародний код країни «AZ».
У січні 2011 року були введені нові номерні знаки з прямокутним прапором і мікрочипом. Азербайджанський номерний знак містить RFID-TAG-чип, теги RFiD розміщені в лівому нижньому куті номерного знака під азербайджанським національним прапором, у більшості пластин напис «AZ». «TAG» може переміщатися у верхній правий кут і втрачати відмітку «AZ» на деяких квадратних форматах ліцензійних номерів.

## Регіональні коди
| Код | Регіон                 | Код | Регіон                | Код | Регіон               |
| --- | ---------------------- | --- | --------------------- | --- | -------------------- |
| 01  | Апшеронський район     | 26  | Ханкенді              | 51  | Самугський район     |
| 02  | Агдамський район       | 27  | Хачмазький район      | 52  | Сальянський район    |
| 03  | Агдаський район        | 28  | Ходжавендський район  | 53  | Сиазанський район    |
| 04  | Агджабединський район  | 29  | Хизинський район      | 54  | Сабірабадський район |
| 05  | Агстафинський район    | 30  | Імішлінський район    | 55  | Шекінський район     |
| 06  | Агсуський район        | 31  | Ісмаїллинський район  | 56  | Шамахинський район   |
| 07  | Астаринський район     | 32  | Кельбаджарський район | 57  | Шамкірський район    |
| 08  | Балакенський район     | 33  | Кюрдамирський район   | 58  | Шушинський           |
| 09  | Бардинський район      | 34  | Гагський район        | 59  | Тертерський район    |
| 10  | Баку                   | 35  | Газагський район      | 60  | Товузький район      |
| 11  | Бейлаґанський район    | 36  | Габалинський район    | 61  | Уджарський район     |
| 12  | Білясуварський район   | 37  | Ґобустанський район   | 62  | Загатальський район  |
| 13  | не використаний        | 38  | Гусарський район      | 63  | Зердабский район     |
| 14  | Джебраїльський район   | 39  | Кубатлинський район   | 64  | Зангеланський район  |
| 15  | Джалільабадський район | 40  | Губинський район      | 65  | Ярдимлинський район  |
| 16  | Дашкесанський район    | 41  | Лачинський район      | 66  | Євлах                |
| 17  | Шабранський район      | 42  | Ленкорань             | 67  | Бабецький район      |
| 18  | Ширван                 | 43  | Лерицький район       | 68  | Шарурський район     |
| 19  | Фізулинський район     | 44  | Масаллинський район   | 69  | Ордубадський район   |
| 20  | Гянджа                 | 45  | Мінгечаур             | 70  | Нахічевань           |
| 21  | Кедабекський район     | 46  | Нафталан              | 71  | Шагбузький район     |
| 22  | Геранбойський район    | 47  | Нефтечалинський район | 72  | Джульфинський район  |
| 23  | Гейчайський район      | 48  | Огузький район        | 85  | Нахічевань           |
| 24  | Аджикабульський район  | 49  | Саатлинський район    | 90  | Баку                 |
| 25  | Гейгельський район     | 50  | Сумгаїт               | 99  | Баку                 |

## Спеціальні
- 1. Номери для автомобілів, автобусів, автомобільних причепів.

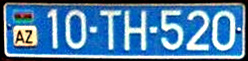

Виконуються чорними символами на білому тлі. Формат — дві цифри коду, дві літери серії та три цифри; групи розділяються дефісом. У лівій частині номера (на ранніх номерах юридичних осіб — у правій) міститься прапор Азербайджану, під яким в прямокутнику написаний автомобільний код країни «AZ». На дворядному варіанті номерного знака прапор з кодом містяться ближче до лівого верхнього кута, у верхньому ряду містяться дві цифри району реєстрації, в нижньому — літерна серія і три цифри, дефіси відсутні.
Перша літера А в серії позначає, що автомобіль зареєстрований на юридичну особу, перша буква Z — причіп, буквосполучення YP — дорожня поліція, AP — поліція.
[File:Pelak shakhsi-AZ.png|thumb]]

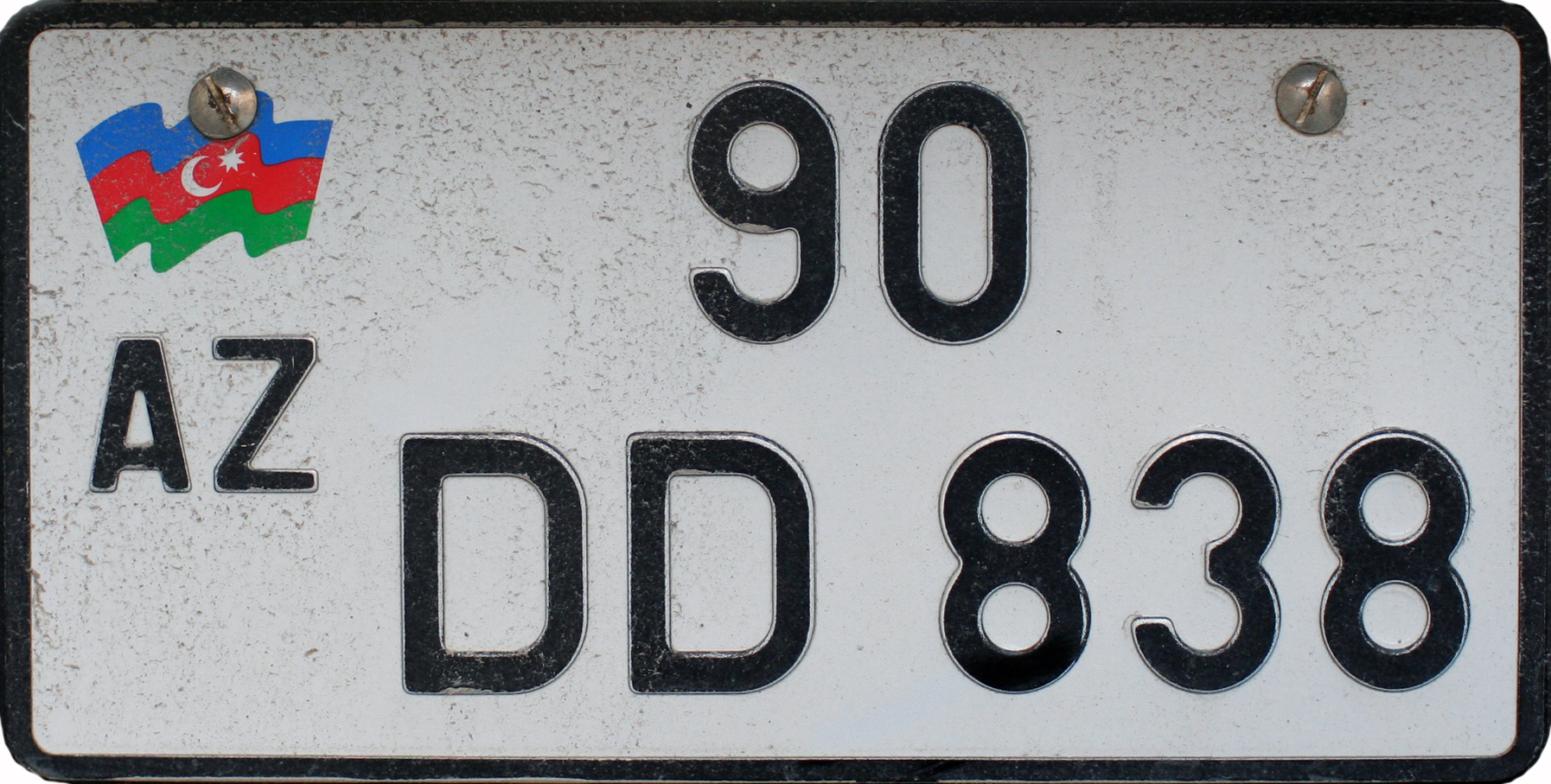

- 2. Номери для транспорту, який здійснює пасажирські перевезення.

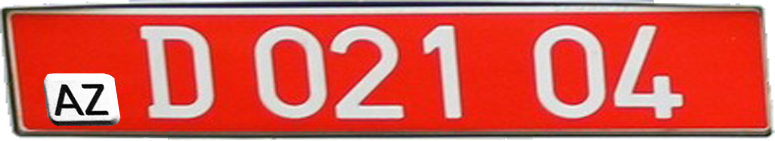

Виконуються білими символами на синьому тлі. Формат номера такий же, як у автомобілів, перша літера серії— Т.
- 3. Номери для мотоциклів.

Виконуються чорними символами на білому тлі. Номерний знак дворядний, в лівому верхньому кутку поміщається прапор Азербайджану і код «AZ», у верхньому ряду поміщаються дві цифри району реєстрації та через дефіс одна літера, в нижньому — три цифри.
- 4. Номери спецтехніки.

Подібні на мотоциклетні номери, тільки літера і три цифри (через дефіс) розташовуються в нижньому ряду, а район реєстрації — у верхньому.
- 5. Транзитні номера.

Виконуються чорними символами на білому тлі. Формат — дві літери, три цифри (без дефіса), далі йде вузька зелена смуга з «дробом», де в «чисельнику» пишеться «AZ», а в «знаменнику» — «TR», після чого дрібнішим шрифтом — дві цифри регіону реєстрації.
- 6. Номери вищого керівництва країни.

Вид номерного знака подібний на автомобільний, але в номерах відсутні дефіси, а прапор з лівої частини номера переміщений у центр (між серією літер і трьома цифрами) і збільшений на всю ширину пластини.
- 7. Дипломатичні номери.

Виконуються білими символами на червоному тлі. Початковий формат — літера / літери і п'ять / чотири цифр, перші три цифри позначали країну представництва; на дворядному номері літера містилася у верхньому ряду, а цифри — у нижньому.
З 2016 року формат номерів змінився на «000 А 000», перші три цифри — код країни представництва. При дворядному виконанні у верхньому ряду розташовуються перші три цифри і літера, у нижньому — три цифри. Зліва знизу наноситься код «AZ», державний прапор відсутній. Літери позначають таке:
SFR — автомобіль глави дипломатичного представництва (код «AZ» на такі номери не наноситься);
D — автомобіль осіб, які мають дипломатичний статус;
T — автомобіль техперсоналу диппредставництва;
FK — автомобіль почесного консульства (з серпня 2015 року).
- 8. Військові номери.

На відміну від ряду пострадянських республік, виконуються чорними символами на білому тлі. За основу першого формату був узятий радянський стандарт, тобто чотири цифри, розділені попарно дефісом, і дві літери дрібнішим шрифтом (на дворядних номерах цифри містяться в верхньому ряду, літери — в нижньому). На пізніших варіантах номерів з'являється прапор Азербайджану і код «AZ», причому може міститися як в лівій частині номера, так і в правій.
З 2014 року військовим автомобілям почали видавати нові номери в форматі «А 000 АА», при цьому останні дві букви можуть бути зменшеного розміру. При дворядному виконанні номерного знака у верхньому ряду розташовуються дві останні літери, у нижньому — перша літера і три цифри.